# 歐洲天空之盾倡議

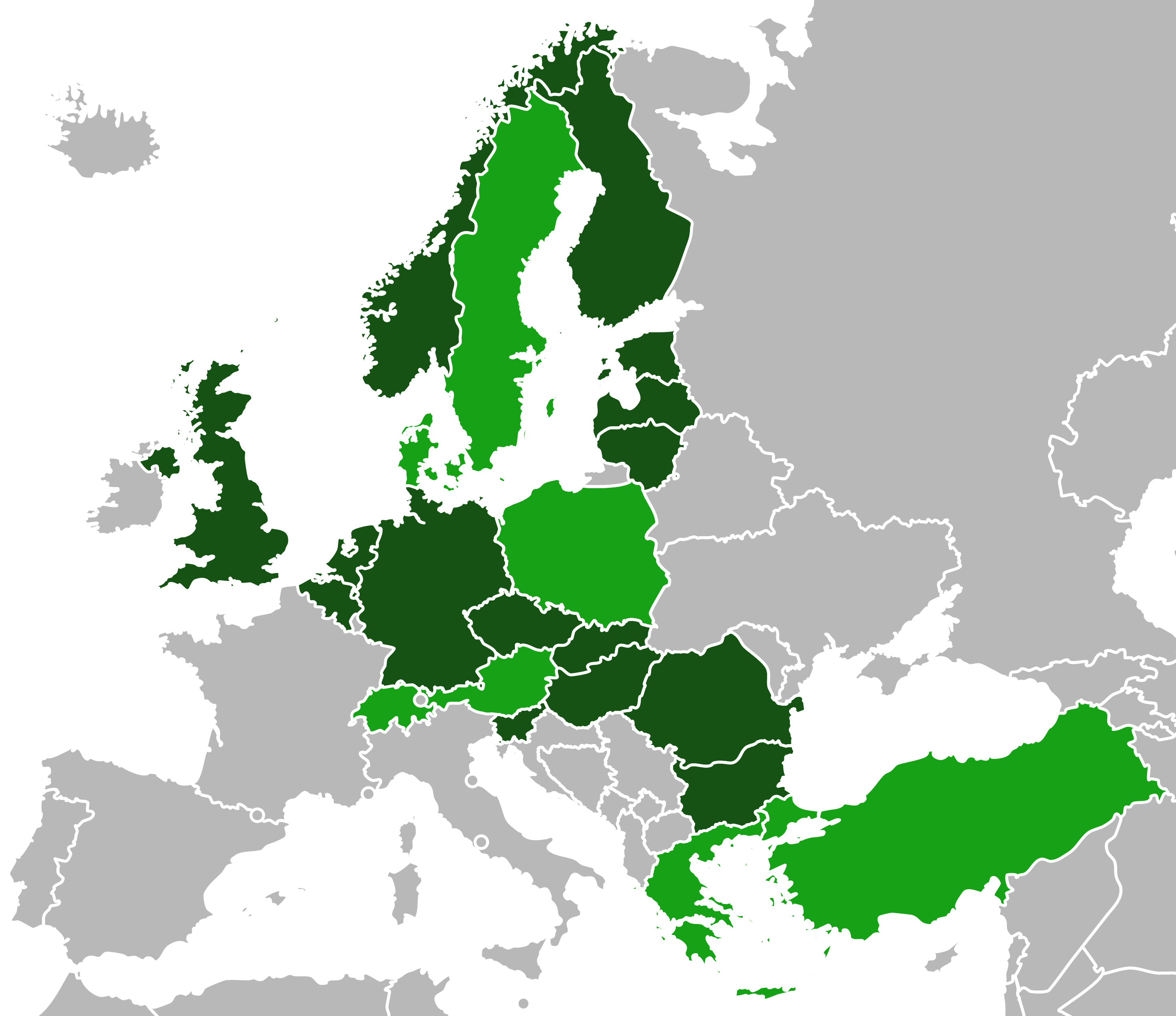
創始成員
2023年加入

歐洲天空之盾倡議(ESSI)是一個建立地面綜合歐洲防空系統的項目，其中包括反彈道導彈能力。 截至2023年7月，有19個國家參與倡議。

## 背景
歐洲天空之盾倡議由德國總理奧拉夫·朔爾茨於2022年8月提出，此时正值俄羅斯針對烏克蘭基礎設施發動襲擊，導致歐洲各國担心難以防御俄羅斯部署在加里寧格勒的9K720伊斯坎德爾短程彈道導彈系統等可能威脅歐洲各國的武器。  

2022年10月，15個歐洲國家，包括比利時、保加利亞、捷克、愛沙尼亞、芬蘭、德國、匈牙利、拉脫維亞、立陶宛、荷蘭、挪威、斯洛伐克、斯洛文尼亞、羅馬尼亞、英國，簽署加入倡議。 倡議涵盖防空系統的聯合採購、訓練、維修和部署等方面。 
所有創始國都是北約成員國，而倡議亦旨在加強北約綜合防空系統。 
2023年2月，丹麥和瑞典簽署加入倡議。  
2023年7月，中立國奧地利和瑞士簽署加入倡議，引發外界對其中立政策的質疑。 
但法國一直批評倡議，理由是法國認為德國提出的倡議過份依賴歐洲以外生產的設備和技術，亦有知情人士透露，法國批評倡議的原因，是不滿法意聯合研發的阿斯特飛彈系統被排除在倡議之外。 
2023年6月，法国提出反建議，呼籲其他國家研究替代方案。 法国总统埃马纽埃尔·马克龙于6月19日称，欧洲天空之盾倡议会触发与俄罗斯的军备竞赛，并给人以欧洲领空无懈可击、无法被导弹侵入的虚假感觉。
2024年4月17日，波蘭總理唐納德·圖斯克宣布將正式加入歐洲天空之盾倡議。
2025年5月29日，奥地利签署关于欧洲天空之盾防空和导弹防御计划的谅解备忘录，完成了其正式加入这项欧洲倡议。

## 防禦

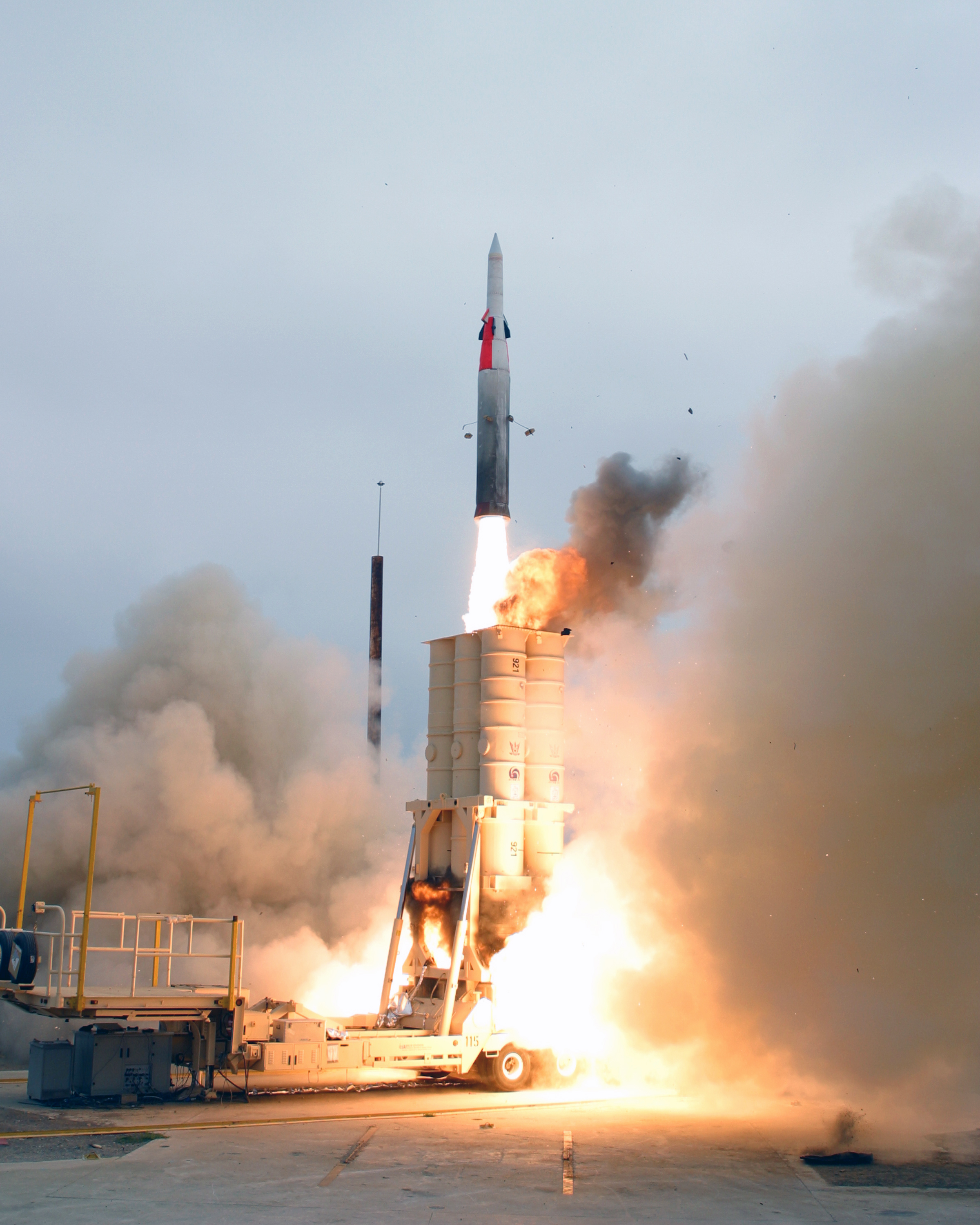
箭式3型長程飛彈防禦系統

歐洲天空之盾將使用多層防禦，並計劃使用以下系統： 
- 中程：主要是IRIS-T SLM中程紅外線導引空對空飛彈
- 远程： MIM-104愛國者地對空導彈
- 超远射程：箭式3型長程飛彈防禦系統

2022年12月，德國總理表示希望在未來五年內完成倡議內採購等合作。  2023年6月，德國聯邦議院授權近40億歐元從以色列採購箭式3型長程飛彈防禦系統。 

## 也可以看看
- 宙斯盾戰鬥系統
- 戰略防禦計畫
- 國家飛彈防禦系統